# فرودگاه ماونتن ویو (آرکانزاس)
فرودگاه ماونتن ویو (آرکانزاس) (به انگلیسی: Mountain View Airport (Arkansas)) (به زبان بومی: Harry E. Wilcox Memorial Field) یک فرودگاه همگانی بهره‌برداری هوایی است که یک باند فرود آسفالت دارد و طول باند آن ۱۳۷۲ متر است. این فرودگاه در کشور ایالات متحده آمریکا قرار دارد و در ارتفاع ۲۴۵ متری از سطح دریا واقع شده‌است.